# ديزمون فارمر
ديزمون فارمر (بالإنجليزية: Desmon Farmer)‏ مواليد 7 أكتوبر 1981 في فلينت، هو لاعب كرة سلة أمريكي. بدأ مسيرته الاحترافية في سنة 2004. يبلغ طوله 6 قدم 5 بوصة (2.0 م).

## المسيرة الاحترافية
لعب مع نادي أريس لكرة السلة في سنة 2004، ثم لعب مع نادي أوستند لكرة السلة في سنة 2005، ثم لعب مع أسكو غدينيا في سنة 2005، ثم لعب مع باسكت سرقسطة 2002 في الدوري الإسباني في سنة 2006، ثم لعب مع سياتل سوبرسونيكس في موسم 2006–2007، ثم لعب مع سان أنطونيو سبرز في سنة 2008.

## روابط خارجية
- ديزمون فارمر على موقع إن بي أي (الإنجليزية)
- ديزمون فارمر على موقع سبورتس رفرنس (الإنجليزية)
- ديزمون فارمر على موقع كرة السلة الأوروبية.كوم (الإنجليزية)
- ديزمون فارمر على موقع كلية كرة السلة في سبورتس رفرنس.كوم (الإنجليزية)
- ديزمون فارمر على موقع ريلجم (الإنجليزية)
- ديزمون فارمر على موقع بروبوليرز (الإنجليزية)
- ديزمون فارمر على موقع سبورتس رفرنس (الإنجليزية)
- ديزمون فارمر على موقع سبورتس رفرنس (الإنجليزية)